# S/mile Factory
S/mile Factory（スマイル・ファクトリー）は、2011年4月26日から同年6月28日まで（初回放送時）博報堂DYメディアパートナーズおよびスペースシャワーネットワークの共同製作、スペースシャワーTVにて放送されていたバラエティ番組であり、スマイレージ（現：アンジュルム）の冠番組である。全3回。

## 放送時間
初回放送（本放送）
毎月第4火曜日 21:00 - 21:30
リピート放送（再放送）
翌日曜日 21:30 - 22:00

## 出演者
- スマイレージ[1]
  - 和田彩花
  - 前田憂佳
  - 福田花音
  - 小川紗季
- 須磨いる夫
パペット人形、自称「スペースシャワーTV代表」。声は柴田英嗣（アンタッチャブル）が担当している。

## 使用曲
- 恋にBooing ブー!（オープニング・エンディング）

## 補足
2011年9月21日には、当番組を収録したDVD『S/mile Factory〜スマイレージ4人で最後だYO! めでたいのにっ!〜』がショウゲートより発売された。